# Letzlingen
Letzlingen ist ein Ortsteil der gleichnamigen Ortschaft der Hansestadt Gardelegen im Altmarkkreis Salzwedel in Sachsen-Anhalt.

## Geografie
Letzlingen, ein Straßenangerdorf mit Kirche und platzartiger Erweiterung nach Norden, liegt in der weitläufigen Wald- und Heidefläche der Colbitz-Letzlinger Heide am Südrand der Altmark rund 45 Kilometer nördlich von Magdeburg direkt an der Bundesstraße 71. Die Milde entspringt nordöstlich des Dorfes am Südende der Mildewiesen in einem Moorgebiet und fließt nach Norden. Nordöstlich des Dorfes liegt der Wohnplatz Theerhütte. Dort beginnt der Wannegraben, der durch das Dorf nach Westen fließt.
Zur Gemarkung des Ortes gehören große Teile des östlich gelegenen Truppenübungsplatzes Altmark, darunter ist die ehemalige Ortslage der Wüstung Salchau.

## Geschichte

### Mittelalter bis Neuzeit
Die erste Erwähnung von Lüderitz stammt aus einer Urkunde im Jahr 1340, in der Johannes, perrer to Luderitz als Zeuge erwähnt wird.
Einige Jahre später wurde das dorff czu Letzling im Lehnbuch der Magdeburgischen Erzbischöfe Albrecht III. und Peter genannt. Die Urkunde ist zwischen 1368 und 1381 entstanden. Das Dorf war vom Erzstift Magdeburg an Fritczo vnde Gerhard von Wederden verlehnt.
Weitere Nennungen sind 1477 als wüste Feldmark, 1518 als Schulzenhof zu Letzlingen, 1522 Wüstes Heidedorf zum Schloss Rogätz. 1528 wird das Haus Letzlingen errichtet und von den von Alvensleben bewohnt. 1555 wurde das Dorf vom Kurprinzen Johann Georg von Brandenburg erworben und dem Amt (Kloster) Neuendorf zugewiesen. Zwischen 1559 und 1560 ließ er das Jagdschloss Letzlingen erbauen, dass er laut Christoph Entzelt Hirschburg genannt hat.
1701 oder 1703 wurde das Vorwerk Lüderitz abgebaut und an Kolonisten verteilt, ein Kolonistendorf entstand.
Bei der Bodenreform gingen 27,9 Hektar an 22 landarme Bauern mit Besitz unter 5 Hektar, 11,1 Hektar an 12 landlose Bauern und Kleinpächter sowie 1,6 Hektar an zwei Industriearbeiter. Im Jahre 1959 entstand die erste Landwirtschaftliche Produktionsgenossenschaft vom Typ III, die LPG „Freies Leben“.
Seit 1999 ist das Gefechtsübungszentrum Heer (GÜZ) in der Altmark-Kaserne stationiert.

### Herkunft des Ortsnamens
Der Meseberger Lehrer Schmidt führt die Namen 1477 lesslinge, 1510 lesslingk, 1516 leslinge auf den Personennamen „Lezzio, Letze, Lesse“ zurück. Der Suffix -ingen bezeichnet eine Zugehörigkeit.

### Eingemeindungen
Ursprünglich gehörte das Dorf zum Tangermündeschen Kreis der Mark Brandenburg in der Altmark. Zwischen 1807 und 1810 lag es im Landkanton Gardelegen auf dem Territorium des napoleonischen Königreichs Westphalen. Ab 1816 gehörte die Gemeinde zum Kreis Gardelegen, dem späteren Landkreis Gardelegen.
Die Gemeinde Letzlingen wurde am 25. Juli 1952 in den Kreis Gardelegen umgegliedert. Nach dessen Auflösung kam sie am 1. Juli 1994 zum Altmarkkreis Salzwedel. Am 1. Januar 2011 wurde die Gemeinde Letzlingen per Landesgesetz in die Hansestadt Gardelegen eingegliedert. Seitdem ist Letzlingen eine Ortschaft und ein Ortsteil von Gardelegen. Der Ortschaftsrat hat 9 Mitglieder.

### Einwohnerentwicklung
| Jahr | Einwohner |
| ---- | --------- |
| 1772 | 0480      |
| 1790 | 0417      |
| 1798 | 0416      |
| 1801 | 0482      |
| 1818 | 0725      |
| 1840 | 1141      |

| Jahr | Einwohner |
| ---- | --------- |
| 1864 | 1276      |
| 1871 | 1234      |
| 1885 | 1184      |
| 1892 | [00]1277  |
| 1895 | 1385      |
| 1900 | [00]1594  |

| Jahr | Einwohner |
| ---- | --------- |
| 1905 | 1368      |
| 1910 | [00]1387  |
| 1925 | 1474      |
| 1939 | 1569      |
| 1946 | 2401      |
| 1964 | 1753      |

| Jahr | Einwohner |
| ---- | --------- |
| 1971 | 1720      |
| 1981 | 1612      |
| 1993 | 1514      |
| 2006 | 1558      |
| 2012 | [00]1466  |
| 2016 | 1435      |

| Jahr | Einwohner |
| ---- | --------- |
| 2021 | [0]1406   |
| 2022 | [0]1411   |

Quelle, wenn nicht angegeben, bis 2006:

## Religion

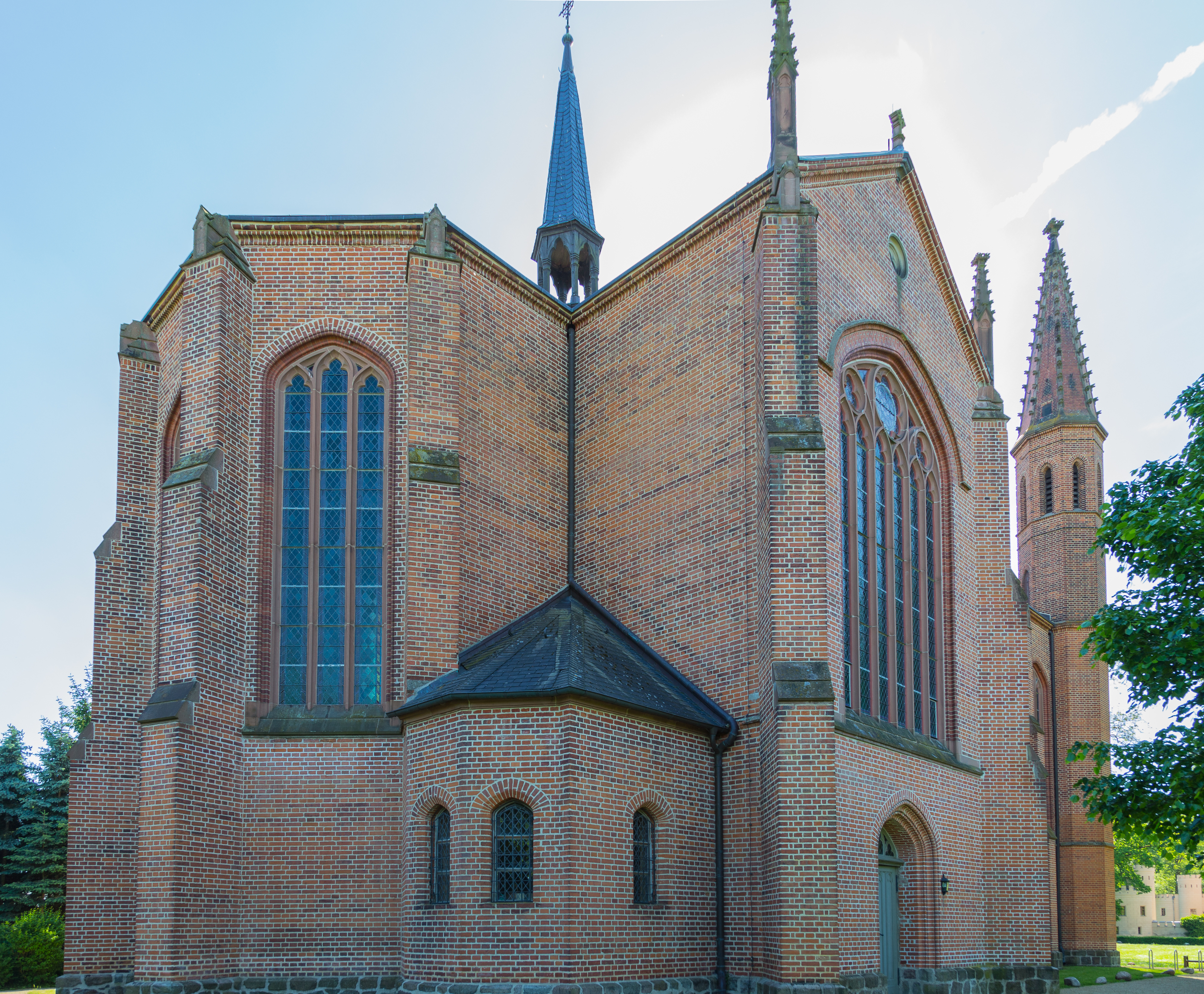
Schlosskirche von Südosten

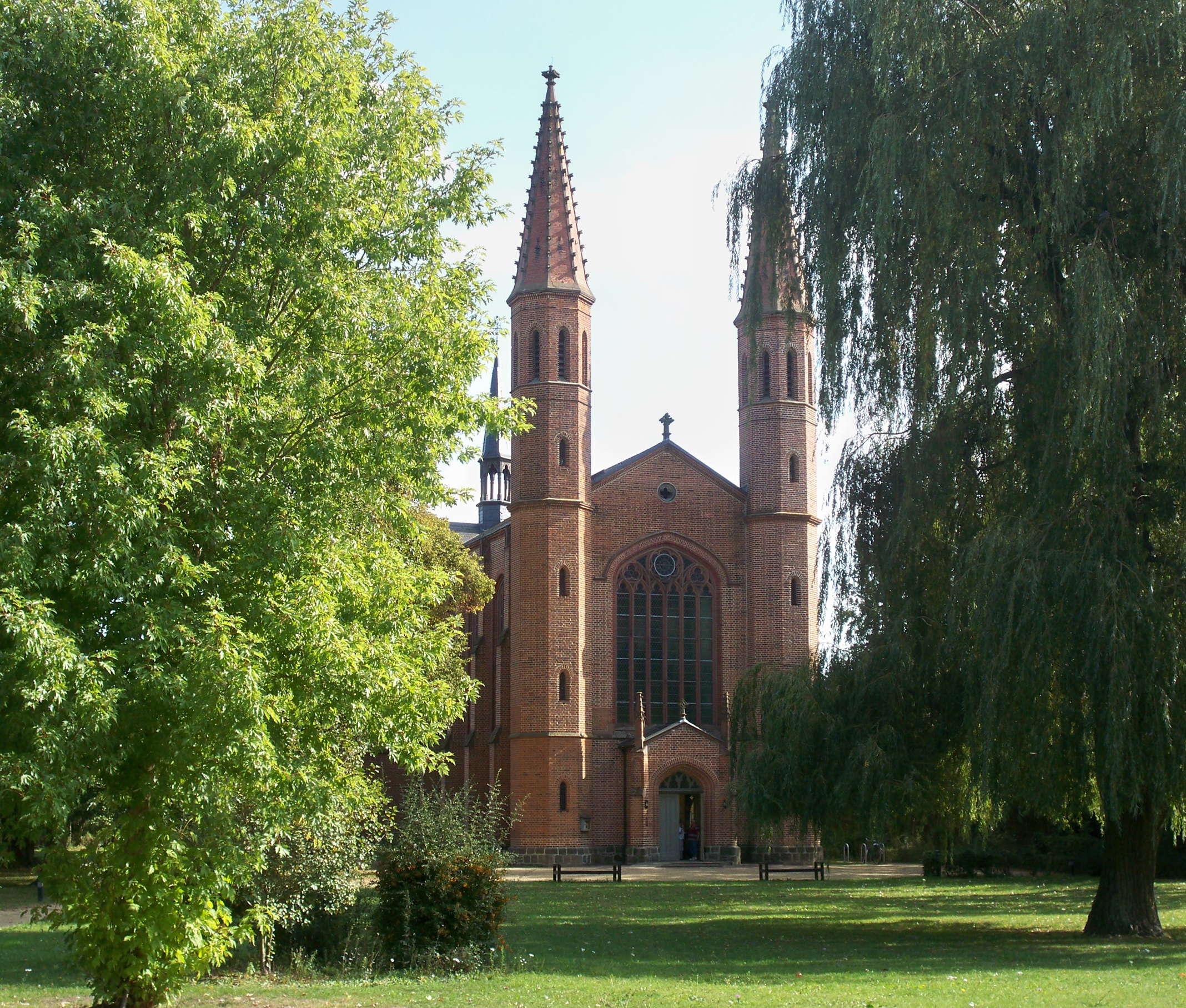
Schlosskirche von Park aus

- Die evangelische Kirchengemeinde Letzlingen, die früher zur Pfarrei Letzlingen gehörte,[14] gehört seit 1999 gemeinsam mit Roxförde zum Kirchspiel Letzlingen.[5] Das Kirchspiel wird betreut vom Pfarrbereich Letzlingen im Kirchenkreis Salzwedel im Bischofssprengel Magdeburg der Evangelischen Kirche in Mitteldeutschland.[15]
- Bis 1849 gehörte Letzlingen als Filiale zu Roxförde.[16] Die historischen Überlieferungen in Kirchenbüchern für Letzlingen beginnen im Jahre 1781.[17]
- Die katholischen Christen gehören zur Pfarrei St. Hildegard in Gardelegen im Dekanat Stendal im Bistum Magdeburg.[18]

## Politik

### Bürgermeister
Ortsbürgermeister der Ortschaft Letzlingen ist seit Juli 2024 Jan Dittrich, sein Vorgänger Thomas Genz (CDU) amtierte ab Juli 2022. Davor war Regina Lessing Ortsbürgermeisterin. Sie war auch letzte Bürgermeisterin der ehemals selbstständigen Gemeinde Letzlingen.

### Ortschaftsrat
Die Ortschaftsratswahl am 9. Juni 2024 ergab folgende Sitzverteilung (in Klammern Sitze nach der Wahl von 2019):
- 6 Sitze Freie Wählergemeinschaft für Letzlingen (4 Sitze)
- 3 Sitze CDU (4 Sitze)

Gewählt wurden 3 Frauen.

### Wappen
Blasonierung: „Gespalten von Grün und Silber, vorn ein gezinnter silberner Turm mit zwei pfahlweise angeordneten Fensteröffnungen, hinten eine fünfendige rote Geweihstange.“ Das Wappen wurde 1996 vom Magdeburger Kommunalheraldiker Jörg Mantzsch gestaltet.

## Kultur und Sehenswürdigkeiten

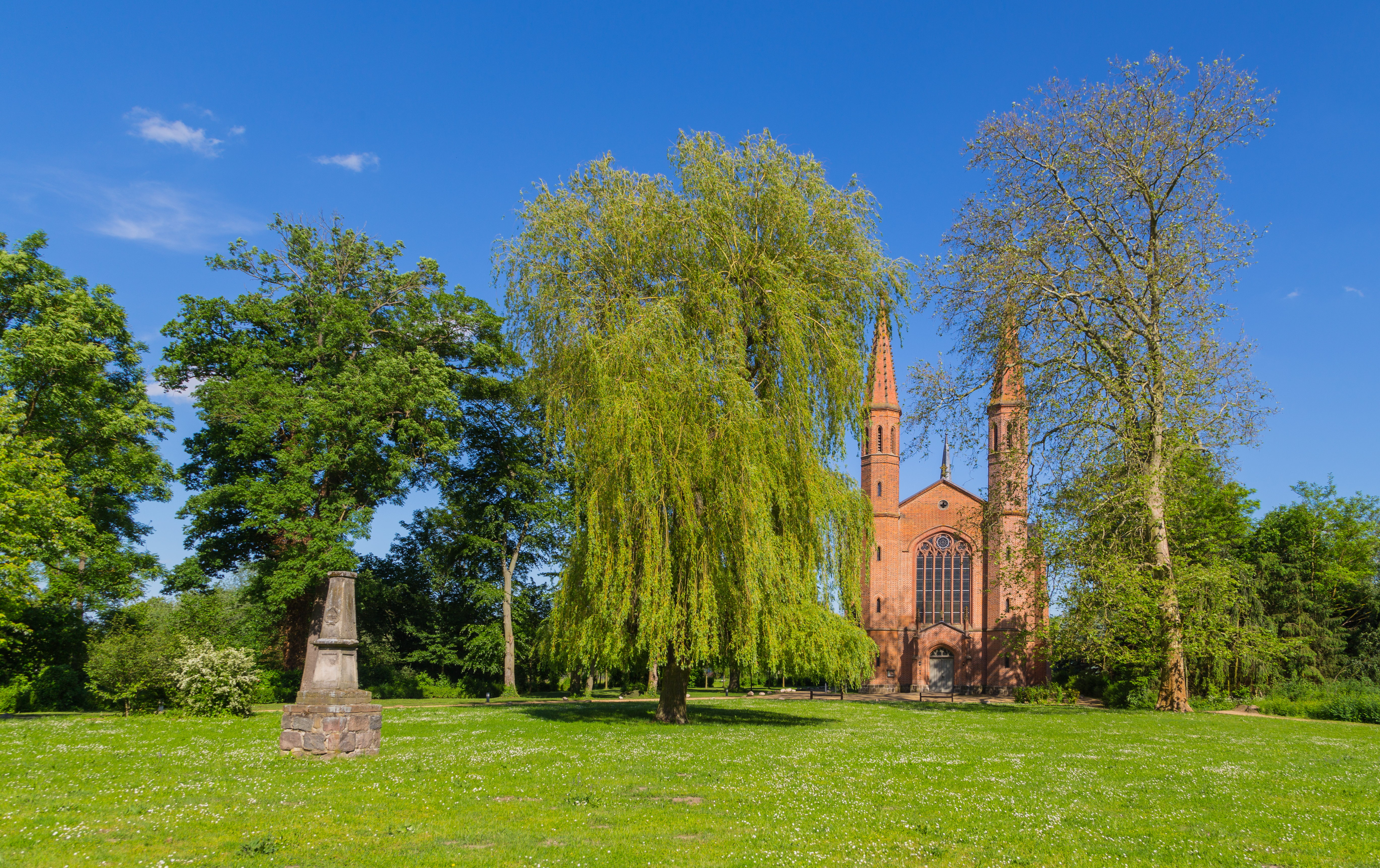
Schlosspark mit Kirche und Denkmal für Reichseinigungskriege

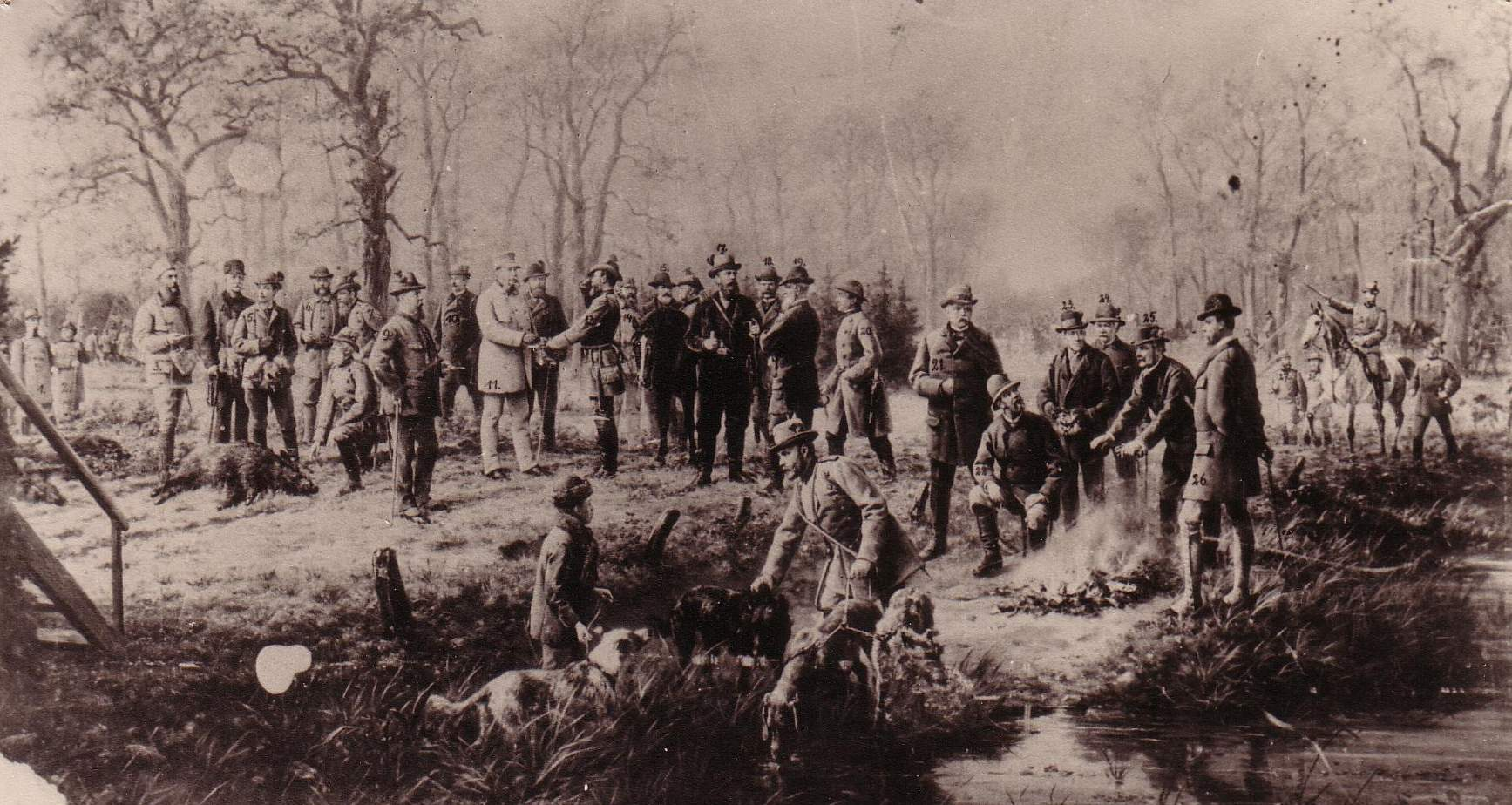
Hofjagd Letzlinger Heide (um 1890)

- Das Jagdschloss Letzlingen mit Kavaliers- und Kastellanhaus ist das letzte Schloss der Hohenzollern in Sachsen-Anhalt. Erbaut wurde es in der Zeit von 1559 bis 1562 im Auftrage des späteren Kurfürsten von Brandenburg Johann Georg. 1843 bis 1868 wurde es gründlich renoviert. Es befindet sich im Besitz der 1996 gegründeten Stiftung Dome und Schlösser des Landes Sachsen-Anhalt, der heutigen Kulturstiftung Sachsen-Anhalt.[21]
- Aus Letzlingen wurde über mehrere Jahrhunderte hinweg die Jagd von mehreren Besitzern und Landesherren betrieben. Auf diese historischen Wurzeln baut das Letzlinger Wappen mit Schlossturm und Hirschstange auf.
- Die evangelische Schlosskirche Letzlingen, nach Plänen aus dem Jahr 1853 im Tudorstil errichtet, steht dem Jagdschloss gegenüber. Sie wurde 1861 durch König Wilhelm I. eingeweiht und wird heute durch die evangelische Kirchengemeinde Letzlingen genutzt.[22]
- Auf dem Ortsfriedhof steht eine kleine Kapelle mit Turm und Apsis.[23]

### Gedenkstätten
- Grabstätten auf dem Ortsfriedhof für 25 KZ-Häftlinge, die bei Räumungstransporten im Zusammenhang mit dem Massaker von Gardelegen aus den Außenlagern Mackenrode, Nüxei, Osterhagen und Wieda des Konzentrationslagers Mittelbau-Dora im Frühjahr 1945 von SS-Männern ermordet wurden, sowie die Gräber je eines sowjetischen Kriegsgefangenen und eines Zwangsarbeiters sowie von fünf US-amerikanischen Piloten.
- Zwischen Schloss und Schlosskirche steht ein Denkmal für Gefallene der Reichseinigungskriege. In der Nähe des Schlosses steht ein Denkmal für die Gefallenen des Ersten Weltkriegs und dem Friedhof steht ein Gedenkstein mit einer Namenstafel für die Gefallenen des Zweiten Weltkriegs.[24]

### Feste
Am Wochenende nach Pfingsten findet das Dorf- und Vereinsfest statt.

### Vereine
- Heimatverein Letzlingen e. V.: Der am 5. April 1990 gegründete Verein hat u. a. zum Ziel, die Dorfgeschichte und Heimatkultur zu pflegen, zu schützen und zu erforschen. Hierzu finden regelmäßig kulturelle Veranstaltungen statt, bspw. eine Nachstellung der Kaiserjagd von Wilhelm I. jährlich im November.[25][26]
- Männergesangverein 1876 e. V. Letzlingen: Der Letzlinger Carl Zuck wurde vor etwa 150 Jahren aufgrund seiner musikalischen Ausbildung gebeten, eine Gemeinschaft singender Männer zu unterstützen, woraus sich ein noch heute bestehender Chor bildete und überregional bekannt ist.[27]
- Fußball-Sportverein FSV Heide Letzlingen e. V.: Aktuell (November 2022) besteht der Verein aus drei Herren-Fußballmannschaften.[28]
- Motorsportverein MSC Letzlingen e. V.: Der am 18. September 1992 gegründete Verein trägt jährlich Läufe zum Simson Cross Pokal aus, bei welchem lediglich Fahrer einer Simson Schwalbe teilnehmen. Weiterhin ist die Rennstrecke Teil der Motocross-Landesmeisterschaft von Sachsen-Anhalt.[29]
- Förderverein der Schule für geistig Behinderte mit Hörgeschädigtenteil Letzlingen e. V., Sitz Gardelegen: Der Verein wurde 1994 gegründet. Ziel ist es, die Zusammenarbeit zwischen der Grundschule und der Förderschule Karl-Friedrich-Wilhelm-Wander in Gardelegen zu fördern sowie die Anschaffung von Unterrichtsmitteln zu unterstützen.[30]
- Förderverein Grundschule Letzlingen und Kindertagesstätte Heideblümchen Letzlingen e. V.: Um Kindern der Grundschule ein attraktives Lernumfeld zu bieten, wurde der Verein am 31. Januar 2006 gegründet. Am 4. Juli 2011 wurde die Kindertagesstätte in das Vereinsziel miteingeschlossen.[31]
- Förderverein Schloßkirche Letzlingen e. V., Sitz Gardelegen: Der am 6. April 1995 gegründete Verein hat zum Ziel, die Schlosskirche instand zu setzen und zu unterhalten sowie den Hubertusgottesdienst zu unterstützen.[32]
- Schützenverein „Heide-Schützen“ Letzlingen e. V.: Der Schießsportverein nimmt regelmäßig an überregionalen Wettbewerben teil. Das Vereinsheim umfasst Stände für Druckluftwaffen, Klein- und Großkaliber. Das jährlich stattfindende Schützenfest stellt das zentrale Element des Vereins dar.[33]
- Gewerbeverein Letzlingen e. V.
- Förderverein Freiwillige Feuerwehr Letzlingen e. V., Sitz Gardelegen

## Veranstaltungen
Im Dezember jeden Jahres findet der alljährliche Silvesterlauf statt.

## Persönlichkeiten
- Dietrich Eugen Philipp von Bornstedt (1726–1793), preußischer Generalleutnant
- Carl August Ragotzky (1766–1823), deutscher evangelischer Geistlicher
- Gustav von Schimmelmann (1816–1873), preußischer Generalleutnant
- Rudolf Wassermann (1925–2008), Rechtswissenschaftler, Oberlandesgerichtspräsident

## Verkehr
Letzlingen wird von Bussen und Rufbussen der Personenverkehrsgesellschaft Altmarkkreis Salzwedel bedient.